# Trogon clathratus
Trogon clathratus е вид птица от семейство Трогонови (Trogonidae).

## Разпространение
Видът е разпространен в Коста Рика, Никарагуа и Панама.